# ريتشارد جي. كومبتون
ريتشارد جي. كومبتون (بالإنجليزية: Richard G. Compton)‏ هو عالم الكيمياء الفيزيائية ‏ بريطاني، ولد في 10 مارس 1955 في Scunthorpe ‏ في المملكة المتحدة.